# Bước nhảy hoàn vũ (mùa 1)
Bước nhảy hoàn vũ 2010 là mùa đầu tiên của chương trình truyền hình thực tế Bước nhảy hoàn vũ do Đài truyền hình Việt Nam và công ty Cát Tiên Sa phối hợp sản xuất dựa trên bản nhượng quyền của loạt chương trình truyền hình Anh. Mùa thứ nhất được phát sóng trên kênh VTV3 từ ngày 11 tháng 4 đến ngày 20 tháng 6 năm 2010, với sự tham gia của 8 thí sinh là người nổi tiếng.
Thanh Bạch và Thanh Vân đã được chọn làm những người dẫn chương trình chính. Hội đồng giám khảo bao gồm hai giám khảo chuyên môn là Khánh Thi và Chí Anh, cùng hai giám khảo nghệ thuật là đạo diễn Nguyễn Quang Dũng và Lê Hoàng.
Với 53.93% trong tổng số 59186 phiếu bình chọn và tổng điểm hơn Đoan Trang, Ngô Thanh Vân đã trở thành người chiến thắng của Bước nhảy hoàn vũ mùa đầu tiên. Các giải thưởng người chiến thắng nhận được bao gồm 150.000.000 đồng tiền thưởng và phiếu tập luyện miễn phí tại California Wow trị giá $2.000.

## Các thí sinh
| Thí sinh       | Nghề nghiệp                      | Bạn nhảy                          | Kết quả                      |
| -------------- | -------------------------------- | --------------------------------- | ---------------------------- |
| Vũ Hoàng Điệp  | Người mẫu                        | Nicolay Georgiev "Nicky" Nikolaev | Bị loại (I) đêm 18/04/2010   |
| Ngô Tiến Đoàn  | Người mẫu                        | Paige Alexis Inman                | Bị loại (II) đêm 25/04/2010  |
| Lương Mạnh Hải | Diễn viên                        | Anna Nikolaeva Sidova             | Bị loại (III) đêm 09/05/2010 |
| Quang Vinh     | Ca sĩ                            | Valeriya Nikolaeva Nikolova       | Bị loại (IV) đêm 23/05/2010  |
| Minh Béo       | Nghệ sĩ hài & Diễn viên          | LiLi Boyanova Velichkova          | Bị loại (IV) Đêm 30/05/2010  |
| Siu Black      | Ca sĩ                            | Ivan Kirilov Spasov               | Cúp đồng Đêm 13/06/2010      |
| Đoan Trang     | Ca sĩ hát nhạc Latin             | Evgeni Lyubomirov Popov           | Cúp bạc Đêm 20/06/2010       |
| Ngô Thanh Vân  | Cựu người mẫu, Ca sĩ & Diễn viên | Tihomir Romanov "Tisho" Gavrilov  | Cúp vàng Bà hoàng khiêu vũ   |

## Bảng điểm & Thứ tự gọi tên
| Cặp                              | 1    | 2  | 1+2  | 3  | 4  | 5  | 6        | 7        | 8             | TB   | Điệu vũ | Điệu vũ | Điệu vũ | Điệu vũ | Điệu vũ | Điệu vũ | Điệu vũ | Điệu vũ | Điệu vũ | Điệu vũ | Điệu vũ | Điệu vũ | Điệu vũ |
| -------------------------------- | ---- | -- | ---- | -- | -- | -- | -------- | -------- | ------------- | ---- | ------- | ------- | ------- | ------- | ------- | ------- | ------- | ------- | ------- | ------- | ------- | ------- | ------- |
| Thanh Vân & Tisho                | 36   | 37 | 73   | 37 | 35 | 39 | 37+38=75 | 39+40=79 | 35+37+40=112  | 37.5 |         |         |         |         |         |         |         |         |         |         |         |         |         |
| Đoan Trang & Evgeni              | 28.5 | 34 | 62.5 | 37 | 40 | 40 | 33+39=72 | 39+38=77 | 35+39 +35=109 | 36.5 |         |         |         |         |         |         |         |         |         |         |         |         |         |
| Siu Black & Ivan                 | 34.2 | 34 | 68.2 | 36 | 39 | 39 | 32+36=68 | 34+38=72 |               | 35.8 |         |         |         |         |         |         |         |         |         |         |         |         |         |
| Minh Béo & Lili                  | 30   | 29 | 59   | 36 | 33 | 31 | 33+32=65 |          |               | 32   |         |         |         |         |         |         |         |         |         |         |         |         |         |
| Quang Vinh & Valeria             | 29   | 31 | 60   | 30 | 37 | 33 |          |          |               | 32   |         |         |         |         |         |         |         |         |         |         |         |         |         |
| Mạnh Hải & Anna Nikolaeva Sidova | 31   | 31 | 62   | 34 | 30 |    |          |          |               | 31.5 |         |         |         |         |         |         |         |         |         |         |         |         |         |
| Tiến Đoàn & Paige                | 31   | 30 | 61   | 33 |    |    |          |          |               | 31.3 |         |         |         |         |         |         |         |         |         |         |         |         |         |
| Hoàng Điệp & Nicky               | 26   | 28 | 54   |    |    |    |          |          |               | 27.0 |         |         |         |         |         |         |         |         |         |         |         |         |         |

Điểm đỏ dành cho thí sinh có điểm số thấp nhất trong tuần
Điểm xanh dành cho thí sinh có điểm số cao nhất trong tuần
Ô vàng chỉ điệu nhảy Latin qua các tuần
Ô xanh chỉ điệu nhảy Standard qua các tuần
     Cặp đôi chiến thắng chung cuộc
     Cặp đôi về nhì
     Cặp đôi về ba
     Cặp đôi được yêu thích của tuần
     Cặp đôi thuộc nhóm không an toàn
     Cặp đôi bị loại
Ghi chú
- Tuần 1: Ngô Thanh Vân ghi được bốn điểm 9 ở lần trình diễn đầu tiên (vũ điệu Cha-Cha-Cha); bốn thí sinh khác cũng ghi được điểm 9 (duy nhất) bao gồm: Siu Black, Lương Mạnh Hải, Ngô Tiến Đoàn và Quang Vinh.
- Tuần 2: Dù bị thương ở chân nhưng Ngô Thanh Vân vẫn quyết định tiếp tục thử thách, màn trình diễn sau đó rất được hội đồng giám khảo tán dương. Kết quả, cặp đôi Ngô Thanh Vân & Tisho ghi được hai điểm 10 tuyệt đối của giám khảo chuyên môn. Cặp đôi Siu Black & Ivan cũng làm nên kì tích với hai điểm 10 tuyệt đối. Một số điểm 9 nổi bật: Đoan Trang và Quang Vinh. Minh Béo & LiLi do không thể hiện tốt ở tuần thứ hai nên rơi vào nhóm không an toàn cùng Vũ Hoàng Điệp & Nicky. Và Hoàng Điệp & Nicky bị loại.
- Tuần 3: Siu Black & Ngô Thanh Vân khởi đầu tuần thi chậm hơn các thí sinh khác, với Siu Black là do cơn nguy kịch của con trai, còn với Ngô Thanh Vân là chấn thương của tuần thi trước. Trong đêm thi, cặp đôi của Đoan Trang và Ngô Thanh Vân đã thuyết phục hội đồng giám khảo bởi kỹ thuật điêu luyện, sự máu lửa, phóng khoáng có cả ngọt ngào; cả hai đã ghi được hai điểm 10 tuyệt đối và đồng dẫn đầu bảng xếp hạng. Quang Vinh, dù phần thể hiện kém nhất, nhưng vẫn an toàn. Kết quả, Tiến Đoàn & Paige bị loại dù có cùng tổng điểm từ giám khảo và khán giả ngang bằng Mạnh Hải & Anna Nikolaeva Sidova.
- Tuần 4: Pasodoble và Slow Foxtrot là điệu vũ thi đấu của tuần. Đa phần các thí sinh thể hiện điệu Pasodoble đều được hội đồng giám khảo ca ngợi trong khi đó những thí sinh còn lại với điệu Foxtrot dường như không thành công. Màn mở đầu điệu Pasodoble của Siu Black & Ivan đã làm bùng nổ khán phòng và họ nhận được tổng số 39 điểm. Đoan Trang & Evgeni ra sau với Foxtrot nhưng hoàn toàn thỏa mãn mong đợi của mọi người, giám khảo cho họ bốn điểm mười tuyệt đối. Kết quả, cặp đôi của Lương Mạnh Hải & Anna Nikolaeva Sidova bị loại do có điểm số thấp nhất từ cả hội đồng giám khảo và khám giả.
- Tuần 5: Tuần thi gồm hai vũ điệu, tuy nhiên giám khảo chỉ chấm duy nhất điệu Samba. Đoan Trang tiếp tục tỏa sáng với điệu vũ Samba. Hai màn trình diễn khá hoàn hảo khiến các giám khảo yêu cầu phải có thang điểm trên 10 để đánh giá đúng thực lực của cô. Ngô Thanh Vân sau khi do dự rời cuộc chơi đã quyết định trụ lại, được hội đồng đánh giá cao với tổng điểm 39. Với phần thể hiện không khác biệt so với các tuần trước, cặp đôi Quang Vinh & Valeria bị loại.
- Tuần 6: Mỗi thí sinh phải trình diễn một vũ điệu standard và một vũ điệu latin chưa từng học. Ở vòng thi standard, các thí sinh gây bất ngờ lớn cho giám khảo và khán giả bởi sự thụt lùi của mình. Đoan Trang phải nhường lại vị trí dẫn đầu của mình cho Ngô Thanh Vân với bài Tango không mấy thành công ở điểm 33. Siu Black đứng hạng chót với 32 điểm cho điệu Foxtrot. Nhưng cho tới vòng thi Latin, chị đã lấy lại phong độ với 36 điểm cho điệu Jive. Đoan Trang quay lại dẫn đầu với 39 điểm bằng bài Rumba áo dài. Tổng kết, Ngô Thanh Vân đứng nhất và an toàn với 75 điểm còn Minh Béo bị loại với 65 điểm ở hạng chót.
- Tuần 7: Đoan Trang tiếp tục gây ấn tượng bằng bài Waltz Hoa sen và giành được 39 điểm, còn Ngô Thanh Vân thể hiện bài Tango đầy ghen tuông và cũng đồng hạng. Sau đó, chị tiếp tục thể hiện bài Rumba hoàn hảo với 40 điểm trọn vẹn và dẫn đầu cả đêm thi nhưng vẫn rơi vào vòng nguy hiểm cùng Siu Black. Dù sao, Siu Black cũng bị loại ở hạng chót và vui vẻ giữ vị trí thứ ba của cuộc thi.
- Tuần 8: Cuộc tranh tài giữa Ngô Thanh Vân và Đoan Trang không mấy hấp dẫn khi cả hai cặp thí sinh đều chỉ nhận được 35 điểm từ giám khảo ở bài thi standard nhợt nhạt của mình. Đến vòng thi latin, Đoan Trang vươn lên với 39 điểm cho bài Samba đầy nóng bỏng. Nhưng chỉ đã tụt xuống hạng chót trong bài Freestyle không mấy ấn tượng còn Ngô Thanh Vân ghi trọn 40 điểm cho bài thi đó và dẫn đầu. Sau đó, là phần trình diễn của các cặp bị loại và công bố kết quả. Các thưởng phụ bao gồm: giải cặp đôi được yêu thích nhất dành cho Siu Black và Ivan; giải cặp đôi biểu diễn ấn tượng nhất dành cho Minh Béo và Lili; giải cặp đôi đẹp nhất dành cho Mạnh Hải và Anna Nikolaeva Sidova; giải Say mê và tự nhiên của nhãn hàng VFresh một lần nữa dành cho Siu Black và Ivan. Cuối cùng, mọi người không ngạc nhiên khi Ngô Thanh Vân đoạt chức quán quân Bước nhảy hoàn vũ năm 2010

## Màn trình diễn cao và thấp điểm nhất
Dưới đây liệt tên các cặp thí sinh có phần trình diễn hay nhất và tệ nhất theo số điểm của ban giám khảo:
| Vũ điệu        | Xuất sắc nhất            | Điểm số         | Kém nhất        | Điểm số         |
| -------------- | ------------------------ | --------------- | --------------- | --------------- |
| Cha Cha Cha    | Siu Black                | 38              | Đoan Trang      | 28.5            |
| Waltz          | Đoan Trang               | 39              | Vũ Hoàng Điệp   | 26              |
| Quickstep      | Ngô Thanh Vân            | 37              | Tiến Đoàn       | 30              |
| Rumba          | Ngô Thanh Vân            | 40              | Vũ Hoàng Điệp   | 28              |
| Jive           | Ngô Thanh Vân Đoan Trang | 37              | Tiến Đoàn       | 33              |
| Tango          | Ngô Thanh Vân            | 39              | Quang Vinh      | 30              |
| Foxtrot        | Đoan Trang               | 40              | Lương Mạnh Hải  | 30              |
| Paso Doble     | Siu Black                | 39              | Minh Béo        | 33              |
| Samba          | Đoan Trang               | 40              | Minh Béo        | 31              |
| FreeStyle      | Ngô Thanh Vân            | 40              | Đoan Trang      | 35              |
| Viennese Waltz | không chấm điểm          | không chấm điểm | không chấm điểm | không chấm điểm |

## Điểm thấp nhất và điểm cao nhất
| Cặp thí sinh                     | Điệu nhảy có điểm cao nhất | Điệu nhảy có điểm thấp nhất    |
| -------------------------------- | -------------------------- | ------------------------------ |
| Ngô Thanh Vân & Tisho            | Rumba & Freestyle (40)     | Foxtrot & Argentine Tango (35) |
| Đoan Trang & Evgeni              | Foxtrot & Samba (40)       | Cha-Cha-Cha (28.5)             |
| Siu Black & Ivan                 | Pasodoble & Samba (39)     | Foxtrot (32)                   |
| Minh Béo & Lili                  | Tango (36)                 | Rumba (29)                     |
| Quang Vinh & Valeria             | Pasodoble (37)             | Waltz (29)                     |
| Mạnh Hải & Anna Nikolaeva Sidova | Jive (34)                  | Foxtrot (30)                   |
| Tiến Đoàn & Paige                | Jive (33)                  | Quickstep (30)                 |
| Hoàng Điệp & Nicky               | Rumba (28)                 | Waltz (26)                     |

## Điểm trung bình
| Xếp hạng điểm trung bình | Xếp hạng thực tế | Cặp đôi                          | Tổng điểm | Số điệu nhảy | Điểm trung bình |
| ------------------------ | ---------------- | -------------------------------- | --------- | ------------ | --------------- |
| 1                        | 1                | Ngô Thanh Vân & Tisho            | 450       | 12           | 37.5            |
| 2                        | 2                | Đoan Trang & Evgeni              | 437.5     | 12           | 36.5            |
| 3                        | 3                | Siu Black & Ivan                 | 322.2     | 9            | 35.8            |
| 4                        | 4                | Minh Béo & Lili                  | 224       | 7            | 32.0            |
| 4                        | 5                | Quang Vinh & Valeria             | 160       | 5            | 32.0            |
| 6                        | 6                | Mạnh Hải & Anna Nikolaeva Sidova | 126       | 4            | 31.5            |
| 7                        | 7                | Tiến Đoàn & Paige                | 94        | 3            | 31.3            |
| 8                        | 8                | Hoàng Điệp & Nicky               | 54        | 2            | 27.0            |

## Các bài hát

### Tuần 1
Ngày phát sóng: 11 tháng 04
Địa điểm ghi hình: Nhà thi đấu Phan Đình Phùng
Chủ đề: Cha Cha Cha & Waltz
Ca sĩ: Tiêu Châu Như Quỳnh, Ánh Linh & Hồ Trung Dũng
Khách mời: Đức Tuấn
Điểm số các thí sinh nhận được từ hội đồng giám khảo được xếp theo thứ tự từ trái sang phải như sau: đạo diễn Lê Hoàng - Khánh Thi - đạo diễn Nguyễn Quang Dũng - Chí Anh
Xếp theo thứ tự trình diễn
| Cặp đôi                          | Giám khảo          | Giám khảo | Khán giả    | Khán giả | Tổng | Phong cách  | Âm nhạc                                              |
| Cặp đôi                          | Điểm               | Quy đổi   | % Bình chọn | Quy đổi  | Tổng | Phong cách  | Âm nhạc                                              |
| -------------------------------- | ------------------ | --------- | ----------- | -------- | ---- | ----------- | ---------------------------------------------------- |
| Đoan Trang & Evgeni              | 28.5 (7-8.5-7-6)   | 2         | 8.59        | 5        | 7    | Cha Cha Cha | "Let's Get Loud" (Jennifer Lopez)                    |
| Siu Black & Ivan                 | 34.2 (9-8.7-8.5-8) | 7         | 7.49        | 2        | 9    | Waltz       | "You Light Up My Life" —- Debby Boone                |
| Mạnh Hải & Anna Nikolaeva Sidova | 31 (7-9-8-7)       | 6         | 4.19        | 1        | 7    | Cha Cha Cha | "Save the Last Dance for Me" —- The Drifters         |
| Minh Béo & LiLi                  | 30 (7-7-8-8)       | 4         | 8.11        | 3        | 7    | Waltz       | "Love Is A Hunger" —- Curtis Stigers                 |
| Thanh Vân & Tisho                | 36 (9-9-9-9)       | 8         | 40.88       | 8        | 16   | Cha Cha Cha | "Chilly Cha Cha" —- Jessica Jay                      |
| Hoàng Điệp & Nicky               | 26 (7-6-6-7)       | 1         | 11.78       | 7        | 8    | Waltz       | "When You Believe" —- Mariah Carey & Whitney Houston |
| Tiến Đoàn & Paige                | 31 (7-8-7-9)       | 6         | 8.37        | 4        | 10   | Cha Cha Cha | "September" —- Earth, Wind & Fire                    |
| Quang Vinh & Valeria             | 29 (6-9-7-7)       | 3         | 10.59       | 6        | 9    | Waltz       | "See the Day" —- Dee C. Lee                          |

### Tuần 2
Ngày phát sóng: 18 tháng 04
Địa điểm ghi hình: Nhà thi đấu Phan Đình Phùng
Chủ đề: Quickstep & Rumba
Ca sĩ: Tiêu Châu Như Quỳnh, Ánh Linh & Hồ Trung Dũng
Khách mời: Hà Anh Tuấn
Điểm số các thí sinh nhận được từ hội đồng giám khảo được xếp theo thứ tự từ trái sang phải như sau: đạo diễn Lê Hoàng - Khánh Thi - đạo diễn Nguyễn Quang Dũng - Chí Anh
Đây là tuần loại thí sinh đầu tiên của chương trình.
Xếp theo thứ tự trình diễn
| Cặp đôi                          | Giám khảo      | Giám khảo | Khán giả    | Khán giả | Tổng (1:1) | Phong cách | Âm nhạc                                          |
| Cặp đôi                          | Điểm           | Quy đổi   | % Bình chọn | Quy đổi  | Tổng (1:1) | Phong cách | Âm nhạc                                          |
| -------------------------------- | -------------- | --------- | ----------- | -------- | ---------- | ---------- | ------------------------------------------------ |
| Đoan Trang & Evgeni              | 34 (8-9-9-8)   | 7         | 6.60        | 6        | 13         | Quickstep  | "You Can't Hurry Love" —- The Supremes           |
| Minh Béo & LiLi                  | 29 (7-7-8-7)   | 2         | 5.49        | 5        | 7          | Rumba      | "You're Beautiful" —- James Blunt                |
| Mạnh Hải & Anna Nikolaeva Sidova | 31 (8-8-9-6)   | 5         | 4.26        | 3        | 8          | Quickstep  | "Don't Get Me Wrong" —- The Pretenders           |
| Quang Vinh & Valeria             | 31 (6-9-7-9)   | 5         | 5.07        | 4        | 9          | Rumba      | "Falling into You" —- Céline Dion                |
| Tiến Đoàn & Paige                | 30 (7-7-7-9)   | 3         | 1.99        | 2        | 5          | Quickstep  | chưa rõ                                          |
| Hoàng Điệp & Nicky               | 28 (8-6-6-8)   | 1         | 1.57        | 1        | 2          | Rumba      | "Endless Love —- Diana Ross & Lionel Richie      |
| Thanh Vân & Tisho                | 37 (8-10-9-10) | 8         | 52.94       | 8        | 16         | Quickstep  | "Let's Face the Music and Dance" —- Natalie Cole |
| Siu Black & Ivan                 | 34 (7-10-10-7) | 7         | 22.06       | 7        | 14         | Rumba      | "California Dreamin'" —- The Mamas & the Papas   |

### Tuần 3
Ngày phát sóng: 25 tháng 04
Địa điểm ghi hình: Nhà thi đấu thể thao Bà Rịa-Vũng Tàu
Chủ đề: Jive & Tango
Ca sĩ: Tiêu Châu Như Quỳnh, Ánh Linh & Xuân Phú
Điểm số các thí sinh nhận được từ hội đồng giám khảo được xếp theo thứ tự từ trái sang phải như sau: đạo diễn Lê Hoàng - Khánh Thi - đạo diễn Nguyễn Quang Dũng - Chí Anh
Xếp theo thứ tự trình diễn
| Cặp đôi                          | Giám khảo      | Giám khảo | Khán giả    | Khán giả | Tổng (1:1) | Phong cách      | Âm nhạc                                                   |
| Cặp đôi                          | Điểm           | Quy đổi   | % Bình chọn | Quy đổi  | Tổng (1:1) | Phong cách      | Âm nhạc                                                   |
| -------------------------------- | -------------- | --------- | ----------- | -------- | ---------- | --------------- | --------------------------------------------------------- |
| Mạnh Hải & Anna Nikolaeva Sidova | 34 (8-9-9-8)   | 3         | 5.40        | 2        | 5          | Jive            | "Do You Love Me" —- The Contours                          |
| Quang Vinh & Valeria             | 30 (8-8-7-7)   | 1         | 9.07        | 4        | 5          | Argentine Tango | "El Tango de Roxanne" —- trong phim Moulin Rouge!         |
| Đoan Trang & Evgeni              | 37 (8-10-10-9) | 7         | 10.85       | 6        | 13         | Jive            | "La Bamba" —- trong phim La Bamba                         |
| Minh Béo & LiLi                  | 36 (9-9-9-9)   | 5         | 5.62        | 3        | 8          | Tango           | "GoldenEye" —- Tina Turner                                |
| Tiến Đoàn & Paige                | 33 (8-8-9-8)   | 2         | 1.65        | 1        | 3          | Jive            | "You Can't Stop the Beat" —- trong vở nhạc kịch Hairspray |
| Siu Black & Ivan                 | 36 (8-10-9-9)  | 5         | 10.03       | 5        | 10         | Tango           | "Happy Together" —- The Turtles                           |
| Thanh Vân & Tisho                | 37 (10-9-8-10) | 7         | 57.38       | 7        | 14         | Jive            | "Mambo No. 5" —- Pérez Prado                              |

### Tuần 4
Ngày phát sóng: 09 tháng 05
Địa điểm ghi hình: Nhà thi đấu thể thao đa năng Bà Rịa - Vũng Tàu
Chủ đề: Foxtrot & Paso Doble
Ca sĩ: Phương Trinh, Hồ Trung Dũng & Ánh Linh
Khách mời: Nguyễn Ngọc Anh
Điểm số các thí sinh nhận được từ hội đồng giám khảo được xếp theo thứ tự từ trái sang phải như sau: đạo diễn Lê Hoàng - Khánh Thi - đạo diễn Nguyễn Quang Dũng - Chí Anh
Xếp theo thứ tự trình diễn
| Cặp đôi                          | Giám khảo        | Giám khảo | Khán giả    | Khán giả | Tổng (1:1) | Phong cách | Âm nhạc                                   |
| Cặp đôi                          | Điểm             | Quy đổi   | % Bình chọn | Quy đổi  | Tổng (1:1) | Phong cách | Âm nhạc                                   |
| -------------------------------- | ---------------- | --------- | ----------- | -------- | ---------- | ---------- | ----------------------------------------- |
| Ngô Thanh Vân & Tisho            | 35 (8-9-9-9)     | 3         | 19.18       | 5        | 8          | Foxtrot    | "My Way" —- Frank Sinatra                 |
| Siu Black & Ivan                 | 39 (9-10-10-10)  | 5         | 18.09       | 4        | 9          | Pasodoble  | "Rasputin" —- Boney M                     |
| Mạnh Hải & Anna Nikolaeva Sidova | 30 (7-8-8-7)     | 1         | 10.63       | 1        | 2          | Foxtrot    | "Close to You" —- The Carpenters          |
| Quang Vinh & Valeria             | 37 (9-9-9-10)    | 4         | 13.75       | 3        | 7          | Pasodoble  | "España Cañí" —- Pascual Marquina Narro   |
| Đoan Trang & Evgeni              | 40 (10-10-10-10) | 6         | 25.85       | 6        | 12         | Foxtrot    | "Fever" —- Eddie Cooley và John Davenport |
| Minh Béo & LiLi                  | 33 (8-9-7-9)     | 2         | 12.50       | 2        | 4          | Pasodoble  | "Spanish Guitar" —- Bo Diddley            |

### Tuần 5
Ngày phát sóng: 23 tháng 05
Địa điểm ghi hình: Nhà thi đấu Nguyễn Du, Quận 1
Chủ đề: Samba & Viennese Waltz
Ca sĩ: Tiêu Châu Như Quỳnh, Hồ Trung Dũng & Ánh Linh
Khách mời: Nathan Lee, Hiền Thục
Điểm số các thí sinh nhận được từ hội đồng giám khảo được xếp theo thứ tự từ trái sang phải như sau: đạo diễn Lê Hoàng - Khánh Thi - đạo diễn Nguyễn Quang Dũng - Chí Anh
Xếp theo thứ tự trình diễn
| Cặp đôi               | Giám khảo        | Giám khảo       | Khán giả        | Khán giả        | Tổng (1:1)      | Phong cách     | Âm nhạc                               |
| Cặp đôi               | Điểm             | Quy đổi         | % Bình chọn     | Quy đổi         | Tổng (1:1)      | Phong cách     | Âm nhạc                               |
| --------------------- | ---------------- | --------------- | --------------- | --------------- | --------------- | -------------- | ------------------------------------- |
| Minh Béo & LiLi       | 31 (7-8-8-8)     | 1               | 13.31           | 3               | 4               | Samba          | "Bailamos" —- Enrique Iglesias        |
| Ngô Thanh Vân & Tisho | 39 (9-10-10-10)  | 4               | 46.71           | 5               | 9               | Samba          | "Shake Your Bon Bon" —- Ricky Martin  |
| Siu Black & Ivan      | 39 (9-10-10-10)  | 4               | 12.49           | 2               | 6               | Samba          | "Ain't It Funny" —- Jennifer Lopez    |
| Đoan Trang & Evgeni   | 40 (10-10-10-10) | 5               | 17.57           | 4               | 9               | Samba          | "Whenever, Wherever" —- Shakira       |
| Quang Vinh & Valeria  | 33 (7-9-9-8)     | 2               | 9.91            | 1               | 3               | Samba          | "Livin' la Vida Loca" —- Ricky Martin |
| Tốp 5 & đồng sự       | không tính điểm  | không tính điểm | không tính điểm | không tính điểm | không tính điểm | Viennese Waltz | "Delilah" —- Tom Jones                |

### Tuần 6
Ngày phát sóng: 30 tháng 05
Địa điểm ghi hình: Nhà thi đấu Phan Đình Phùng, Quận 1
Chủ đề: Hai điệu nhảy chưa được học trong bốn tuần thi đầu
Ca sĩ: Thảo Xuân, Hồ Trung Dũng & Ánh Linh
Khách mời: Lam Trường, Hồng Nhung
Điểm số các thí sinh nhận được từ hội đồng giám khảo được xếp theo thứ tự từ trái sang phải như sau: đạo diễn Lê Hoàng - Khánh Thi - đạo diễn Nguyễn Quang Dũng - Chí Anh
Xếp theo thứ tự trình diễn
| Cặp đôi               | Giám khảo       | Giám khảo | Khán giả    | Khán giả | Tổng (1:1) | Phong cách  | Âm nhạc                                      |
| Cặp đôi               | Điểm            | Quy đổi   | % Bình chọn | Quy đổi  | Tổng (1:1) | Phong cách  | Âm nhạc                                      |
| --------------------- | --------------- | --------- | ----------- | -------- | ---------- | ----------- | -------------------------------------------- |
| Minh Béo & Lili       | 33 (8-8-8-9)    | 1         | 11.02       | 1        | 2          | Quickstep   | "In the mood" —- chưa rõ                     |
| Minh Béo & Lili       | 32 (8-8-8-8)    | 1         | 11.02       | 1        | 2          | Cha Cha Cha | "I Need to Know" —- Marc Anthony             |
| Ngô Thanh Vân & Tisho | 37 (9-9-9-10)   | 4         | 49.33       | 4        | 8          | Waltz       | "Open Arms" —- Journey                       |
| Ngô Thanh Vân & Tisho | 38 (9-10-10-9)  | 4         | 49.33       | 4        | 8          | Pasodoble   | "España Cañí" —- Pascual Marquina Narro      |
| Đoan Trang & Evgeni   | 33 (8-9-8-8)    | 3         | 20.78       | 3        | 6          | Tango       | "La Cumparsita" —- Gerardo Matos Rodríguez   |
| Đoan Trang & Evgeni   | 39 (10-10-10-9) | 3         | 20.78       | 3        | 6          | Rumba       | "Ain't No Sunshine" —- Bill Withers          |
| Siu Black & Ivan      | 32 (8-8-8-8)    | 2         | 18.87       | 2        | 4          | Foxtrot     | "Fly Me to the Moon" —- Bart Howard          |
| Siu Black & Ivan      | 36 (9-9-9-9)    | 2         | 18.87       | 2        | 4          | Jive        | "Proud Mary" —- Creedence Clearwater Revival |

### Tuần 7
Ngày phát sóng: 13 tháng 06
Địa điểm ghi hình: Nhà thi đấu Nguyễn Du, Quận 1
Chủ đề: Hai điệu nhảy chưa được học trong bốn tuần thi đầu (tiếp tục)
Ca sĩ: Tiêu Châu Như Quỳnh, Hồ Trung Dũng, Ánh Linh, Khánh Dung & Nguyên Lộc
Khách mời: Mỹ Lệ
Điểm số các thí sinh nhận được từ hội đồng giám khảo được xếp theo thứ tự từ trái sang phải như sau: đạo diễn Lê Hoàng - Khánh Thi - đạo diễn Nguyễn Quang Dũng - Chí Anh
Xếp theo thứ tự trình diễn
| Cặp đôi             | Giám khảo        | Giám khảo | Khán giả    | Khán giả | Tổng (1:1) | Phong cách  | Âm nhạc                                                   |
| Cặp đôi             | Điểm             | Quy đổi   | % Bình chọn | Quy đổi  | Tổng (1:1) | Phong cách  | Âm nhạc                                                   |
| ------------------- | ---------------- | --------- | ----------- | -------- | ---------- | ----------- | --------------------------------------------------------- |
| Thanh Vân & Tisho   | 39 (10-10-10-9)  | 3         | 18.07       | 1        | 4          | Tango       | "Jealousy" —- Billy Fury (Anna Nikolaeva Sidova phụ diễn) |
| Thanh Vân & Tisho   | 40 (10-10-10-10) | 3         | 18.07       | 1        | 4          | Rumba       | "Fields of Gold" —- Sting                                 |
| Siu Black & Ivan    | 34 (8-9-9-8)     | 1         | 36.76       | 2        | 3          | Quickstep   | chưa rõ —- trong phim Người Nhện (Nicky & Paige phụ diễn) |
| Siu Black & Ivan    | 38 (10-10-9-9)   | 1         | 36.76       | 2        | 3          | Cha-Cha-Cha | "Lady Marmalade" —- Labelle                               |
| Đoan Trang & Evgeni | 39 (9-10-10-10)  | 2         | 45.17       | 3        | 5          | Waltz       | "Lotus" —- Secret Garden                                  |
| Đoan Trang & Evgeni | 38 (9-10-10-9)   | 2         | 45.17       | 3        | 5          | Paso Doble  | —- trong vở nhạc kịch Carmen                              |

### Tuần 8
Ngày phát sóng: 20 tháng 06
Địa điểm ghi hình: Nhà thi đấu Phan Đình Phùng, Quận 1
Chủ đề: Vũ điệu standard,latin tự chọn và vũ điệu tự do (FreeStyle)
Ca sĩ: Tiêu Châu Như Quỳnh, Hồ Trung Dũng, Ánh Linh, Khánh Dung & Nguyên Lộc
Khách mời: Hồ Quỳnh Hương, Đức Tuấn, Phương Thanh
Điểm số các thí sinh nhận được từ hội đồng giám khảo được xếp theo thứ tự từ trái sang phải như sau: đạo diễn Lê Hoàng - Khánh Thi - đạo diễn Nguyễn Quang Dũng - Chí Anh
Xếp theo thứ tự trình diễn
| Cặp đôi             | Giám khảo        | Giám khảo | Khán giả    | Khán giả | Tổng (1:1) | Phong cách                             | Âm nhạc                                         |
| Cặp đôi             | Điểm             | Quy đổi   | % Bình chọn | Quy đổi  | Tổng (1:1) | Phong cách                             | Âm nhạc                                         |
| ------------------- | ---------------- | --------- | ----------- | -------- | ---------- | -------------------------------------- | ----------------------------------------------- |
| Thanh Vân & Tisho   | 35 (9-9-9-8)     | 2         |             | 2        | 4          | Argentine Tango                        | "Whatever Lola Wants" —- trong bộ phim cùng tên |
| Thanh Vân & Tisho   | 37 (10-9-9-9)    | 2         | Cha-Cha-Cha | 2        | 4          | "Pata Pata (Cha Cha)" —- Miriam Makeba |                                                 |
| Thanh Vân & Tisho   | 40 (10-10-10-10) | 2         | Freestyle   | 2        | 4          | chưa rõ                                |                                                 |
| Đoan Trang & Evgeni | 35 (8-10-9-8)    | 1         |             | 1        | 2          | Waltz                                  | "Earth Song" —- Michael Jackson                 |
| Đoan Trang & Evgeni | 39 (9-10-10-10)  | 1         | Samba       | 1        | 2          | "Objection" —- Shakira                 |                                                 |
| Đoan Trang & Evgeni | 35 (9-9-9-8)     | 1         | Freestyle   | 1        | 2          | "Chợ phiên (Rising Sun)" —- chưa rõ    |                                                 |

## Thứ tự gọi tên
| STT | 1+2                              | 3                                | 4                                | 5                    | 6                   | 7                   | 8                   |  |
| --- | -------------------------------- | -------------------------------- | -------------------------------- | -------------------- | ------------------- | ------------------- | ------------------- |  |
| 1   | Thanh Vân & Tisho                | Thanh Vân & Tisho                | Đoan Trang & Evgeni              | Minh Béo & Lili      | Thanh Vân & Tisho   | Đoan Trang & Evgeni | Thanh Vân & Tisho   |  |
| 2   | Siu Black & Ivan                 | Đoan Trang & Evgeni              | Siu Black & Ivan                 | Thanh Vân & Tisho    | Đoan Trang & Evgeni | Thanh Vân & Tisho   | Đoan Trang & Evgeni |  |
| 3   | Quang Vinh & Valeria             | Siu Black & Ivan                 | Thanh Vân & Tisho                | Đoan Trang & Evgeni  | Siu Black & Ivan    | Siu Black & Ivan    |                     |  |
| 4   | Đoan Trang & Evgeni              | Minh Béo & Lili                  | Quang Vinh & Valeria             | Siu Blak & Ivan      | Minh Béo & Lili     |                     |                     |  |
| 5   | Mạnh Hải & Anna Nikolaeva Sidova | Quang Vinh & Valeria             | Minh Béo & Lili                  | Quang Vinh & Valeria |                     |                     |                     |  |
| 6   | Tiến Đoàn & Paige                | Mạnh Hải & Anna Nikolaeva Sidova | Mạnh Hải & Anna Nikolaeva Sidova |                      |                     |                     |                     |  |
| 7   | Minh Béo & Lili                  | Tiến Đoàn & Paige                |                                  |                      |                     |                     |                     |  |
| 8   | Hoàng Điệp & Nicky               |                                  |                                  |                      |                     |                     |                     |  |

     Cặp đôi có số điểm cao nhất từ Hội đồng giám khảo.
     Cặp đôi có số điểm thấp nhất từ Hội đồng giám khảo.
     Cặp đôi có số điểm thấp nhất từ Hội đồng giám khảo và bị loại.
     Cặp đôi được yêu thích của tuần
     Cặp đôi bị loại.
     Cặp đôi chiến thắng.
     Cặp đôi với số điểm thấp nhất từ Hội đồng giám khảo và về nhì.
     Cặp đôi bị loại với số điểm thấp nhất từ Hội đồng giám khảo và về ba.

## Lịch diễn
- Tuần 1: Waltz & Cha-Cha-Cha
- Tuần 2: Quickstep & Rumba
- Tuần 3: Jive & Tango
- Tuần 4: Foxtrot & Paso Doble
- Tuần 5: Samba & Viennese Waltz
- Tuần 6: Hai điệu nhảy chưa học ở bốn tuần đầu (1 Ballroom và 1 Latin)
- Tuần 7: Hai điệu nhảy còn lại chưa học ở bốn tuần đầu
- Tuần 8: 2 vũ điệu ưa thích (1 Ballroom và 1 Latin) và Vũ điệu tự do (Freestyle) / Màn trình diễn của các ngôi sao bị loại

## Nội dung trình diễn
| Cặp                              | 1           | 2         | 3     | 4          | 5     | 5              | 6         | 6           | 7         | 7           | 8               | 8           | 8         |
| -------------------------------- | ----------- | --------- | ----- | ---------- | ----- | -------------- | --------- | ----------- | --------- | ----------- | --------------- | ----------- | --------- |
| Thanh Vân & Tisho                | Cha-Cha-Cha | Quickstep | Jive  | Foxtrot    | Samba | Viennese Waltz | Waltz     | Paso Doble  | Tango     | Rumba       | Argentine Tango | Cha-Cha-Cha | Freestyle |
| Đoan Trang & Evgeni              | Cha-Cha-Cha | Quickstep | Jive  | Foxtrot    | Samba | Viennese Waltz | Tango     | Rumba       | Waltz     | Paso Doble  | Waltz           | Samba       | Freestyle |
| Siu Black & Ivan                 | Waltz       | Rumba     | Tango | Paso Doble | Samba | Viennese Waltz | Foxtrot   | Jive        | Quickstep | Cha-Cha-Cha |                 |             |           |
| Minh Béo & LiLi                  | Waltz       | Rumba     | Tango | Paso Doble | Samba | Viennese Waltz | Quickstep | Cha-Cha-Cha |           |             |                 |             |           |
| Quang Vinh & Valeria             | Waltz       | Rumba     | Tango | Paso Doble | Samba | Viennese Waltz |           |             |           |             |                 |             |           |
| Mạnh Hải & Anna Nikolaeva Sidova | Cha-Cha-Cha | Quickstep | Jive  | Foxtrot    |       |                |           |             |           |             |                 |             |           |
| Tiến Đoàn & Paige                | Cha-Cha-Cha | Quickstep | Jive  |            |       |                |           |             |           |             |                 |             |           |
| Hoàng Điệp & Nicky               | Waltz       | Rumba     |       |            |       |                |           |             |           |             |                 |             |           |

     Vũ điệu được điểm cao nhất
     Vũ điệu được thấp điểm nhất

## Khách mời
| Ngày       | Ca sĩ                   | Bài hát                          | Vũ công                                      |
| ---------- | ----------------------- | -------------------------------- | -------------------------------------------- |
| 11/04/2010 | Đức Tuấn                | "Can't Take My Eyes off You"     | [nhóm múa]                                   |
| 11/04/2010 | [thu âm sẵn]            | "Love Story"                     | Tisho & Lili                                 |
| 11/04/2010 | [thu âm sẵn]            | "Time of My Life"                | Ivan & Paige                                 |
| 18/04/2010 | Hà Anh Tuấn             | "You Raise Me Up"                | [nhóm múa]                                   |
| 18/04/2010 | [thu âm sẵn]            | "España Cañí"                    | Anna Nikolaeva Sidova & Evgeni               |
| 18/04/2010 | [thu âm sẵn]            | "Mo' Horizons"                   | Nicky & Valeria                              |
| 25/04/2010 | [thu âm sẵn]            | "Tango"                          | Ivan & Paige                                 |
| 25/04/2010 | Xuân Phú                | "Love Story"                     | Nicky & Valeria                              |
| 09/05/2010 | [thu âm sẵn]            | "Horchat Hai Caliptus"           | Ivan & Paige, Tisho & LiLi                   |
| 09/05/2010 | Nguyễn Ngọc Anh         | "I Believe I Can Fly"            | Thanh Bạch & Thanh Vân                       |
| 09/05/2010 | [thu âm sẵn]            | "Everything I Can't Have"        | Các vũ công                                  |
| 23/05/2010 | Nathan Lee              | "She"                            | [nhóm múa]                                   |
| 23/05/2010 | [thu âm sẵn]            | "Hey! Pachuco"                   | Nicky & Valeria, Ivan & Paige                |
| 23/05/2010 | Hiền Thục               | "Yêu dấu theo gió bay"           | [nhóm múa]                                   |
| 30/05/2010 | Lam Trường              | "Quando, Quando, Quando"         | [nhóm múa]                                   |
| 30/05/2010 | [thu âm sẵn]            | "Ain't That a Kick in the Head?" | Tisho & Anna Nikolaeva Sidova, Evgeni & Lili |
| 30/05/2010 | Hồng Nhung              | "Don't Cry for Me, Argentina"    | [không có]                                   |
| 13/06/2010 | Mỹ Lệ                   | "Saving All My Love for You"     | [nhóm múa]                                   |
| 13/06/2010 | [thu âm sẵn]            | "Scarborough Fair"               | Hương Giang & Tisho                          |
| 13/06/2010 | Nguyên Lộc & Khánh Dung | "The Cup of Life"                | Thanh Vân, Nicky, Ivan & Paige               |
| 13/06/2010 | Ánh Linh                | "Perhaps, Perhaps, Perhaps"      | Thanh Bạch & Anna Nikolaeva Sidova           |
| 20/06/2010 | Hồ Quỳnh Hương          | "To Love You More"               | [nhóm múa]                                   |
| 20/06/2010 | [thu âm sẵn]            | "Purest of Pain"                 | Đức Tuấn & Khánh Thi                         |
| 20/06/2010 | Hồ Trung Dũng           | "Love Potion No. 9"              | Phương Thanh & Ivan                          |
| 20/06/2010 | [thu âm sẵn]            | "Chicken Dance"                  | êkíp thực hiện                               |